# Ilya Samsonov
Ilya Samsonov (Magnitogorsk, Rusia, 22 de febrero de 1997), apodado Sammy, es un jugador profesional ruso de hockey sobre hielo que se desempeña en la posición de guardameta en Toronto Maple Leafs, equipo de la National Hockey League (NHL).

## Carrera
Fue seleccionado en la primera ronda en la NHL Entry Draft de 2015. En 2019 hizo su debut profesional con el equipo Washington Capitals, en el cual jugó tres temporadas (2019-2022), después pasó a Toronto Maple Leafs, donde lleva jugando dos temporadas.